# Yuriy Tarnawsky

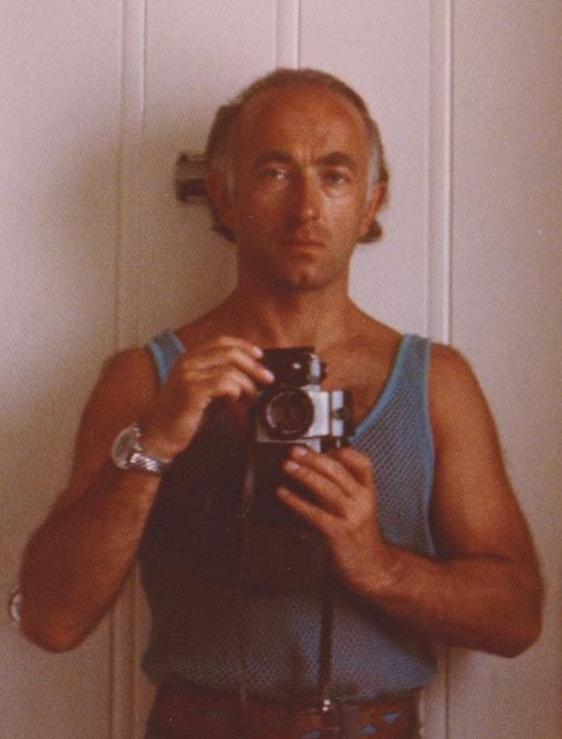
Yuriy Tarnawsky

Yuriy Tarnawsky, offiziell George Orest Tarnawsky, (ukrainisch Юрій Орест Іванович Тарнавський; wiss. Transliteration Jurij Orest Ivanovyč Tarnavsʾkyj; Pseudonym Yu. T. Romulius; * 3. Februar 1934 in Turka, Zweite Polnische Republik) ist ein ukrainisch-amerikanischer Schriftsteller, Dichter, Essayist, Übersetzer und Linguist. Gründungsmitglied der New Yorker avantgardistischen ukrainischen Diaspora-Autoren-Gruppe New Yorker Gruppe (1959), Mitglied der Vereinigung ukrainischer Schriftsteller (Spilʾka ukraïnsʾkych pysmennykiv – SUP) und des FC2 (Fiction Collective Two, 1974 als Fiction Collective gegründet, Mitgliedschaft ab 1978).

## Leben
Yuriy Tarnawsky ist der Sohn des Lehrer-Ehepaars Antonina Olha (geb. Jaworska) und ihres Ehemannes Iwan Tarnawsky. Er hatte eine ältere Schwester Bohdana (verh. Mychajliw) und einen jüngeren Bruder, Roman. Bis 1940 lebte die Familie in der Nähe von Rzeszów, danach in der Nähe von Sanok und in Turka. 1944 zog die Familie nach Deutschland und lebte in Neu-Ulm in einem Aussiedlerlager. Inzwischen Halb-Waise – die Mutter starb früh – besuchte Tarnawsky zunächst ein ukrainisches, später das deutsche Kepler-Gymnasium im benachbarten Ulm, und legte schließlich als externer Schüler im Februar 1952 in München am ukrainischen Gymnasium sein Abitur ab. Kurz darauf wanderte die Familie in die USA aus, wo sie in Newark (New Jersey) eine neue Heimat fand. 1956 schloss Tarnawsky am hiesigen Ingenieur-College sein Bakkalaureat als Elektroingenieur ab.

## Berufliche Laufbahn
Von 1952 bis 1992 wirkte Tarnawsky bei der Firma IBM im Norden des Bundesstaates New York in Poughkeepsie und später gleichzeitig gelegentlich als Leiter einer Arbeitsgruppe in Syracuse (New York), zunächst als Elektroingenieur, später als Kybernetiker, der sich mit computer-unterstützter Übersetzung des Russischen ins Englische befasste. Über die automatischen Sprachübersetzungsprojekte und Künstliche Intelligenz verfasste er im Laufe seines Berufslebens einige wissenschaftliche „Papers“ und Veröffentlichungen.
In einem „Sabbatical“ 1964–1965 lebte er in Spanien und widmete sich seinen literarischen Arbeiten.
Anschließend vertiefte er sich parallel zu seiner weiteren Tätigkeit bei IBM an der Universität New York als Student in Theoretische Linguistik. Diese Studien schloss er 1982 mit der Dissertation „Knowledge Semantics“ ab, in der er Ansätze Noam Chomskys mit denen von Hilary Putnam verband.
1992 wurde er nach 36-jähriger Tätigkeit bei IBM, in deren Kontext er eine Reihe von kybernetischen Aufsätzen verfasste, pensioniert und widmete sich fortan intensiv seinen literarischen Arbeiten, die er bereits in den 50er Jahren begonnen hatte.
Zunächst erfolgte dies zugleich durch seine Aufgabe als Professor für ukrainische Sprache und Kultur an der Columbia University und am Harriman Institute derselben Universität.

## Literarisches Werk
Tarnawsky ist zeitlebens ukrainischer Schriftsteller gewesen, freilich in der Diaspora. 1953 gehörte er zu den Mitgründern der avantgardistischen New Yorker Gruppe ukrainischer Diaspora-Autoren. Sprachbegabt publizierte er aber Unterschied zu seinen Freunden und Mitstreitern bald auch auf Englisch.
Zunächst veröffentlichte Tarnawsky in den 50er und 60er Jahren eine Reihe von Gedichtbänden, daneben auch einen ersten biographisch inspirierten Roman Wege. Diese Werke wurden nur in der ukrainischen Diaspora rezipiert und wohlwollend rezensiert und diskutiert. Es war auch der Konflikt mit dem Kiewer Übersetzer Mykola Lukasch um die Weise der treffenden Übersetzung von Weltliteratur aus der romanistischen Welt ins Ukrainische, nämlich der Lyrik Federico García Lorcas und Giovanni Boccaccios, dass der Autor Ende der 60er Jahre beschloss, fortan auf Englisch zu publizieren. Lukasch hatte archaisierend in der Sprache des 19. Jahrhunderts übersetzt. Angestoßen von den Hoffnungen auf die erneut unabhängige Ukraine und bei Erreichen des Pensionsalters wechselte Tarnawsky wieder ins Ukrainische, veröffentlichte nun auch mehrere Theaterstücke. Insgesamt erschienen in dem Jahrzehnt ab der Unabhängigkeit der Ukraine ein gutes Dutzend Bände auf Ukrainisch. Im neuen Jahrtausend publizierte Tarnawsky schließlich wieder hauptsächlich auf Englisch: Seit 2007 erschien ein gutes Dutzend zumeist experimentell angelegter Prosawerke, zuletzt sein in Form eines fiktiven Dialogs in der Manier der antik-byzantinischen Erotapokriseis oder des späteren Katechismus gehaltenen autobiographischer Roman Warme arktische Nächte, der auch auf Deutsch erschien.

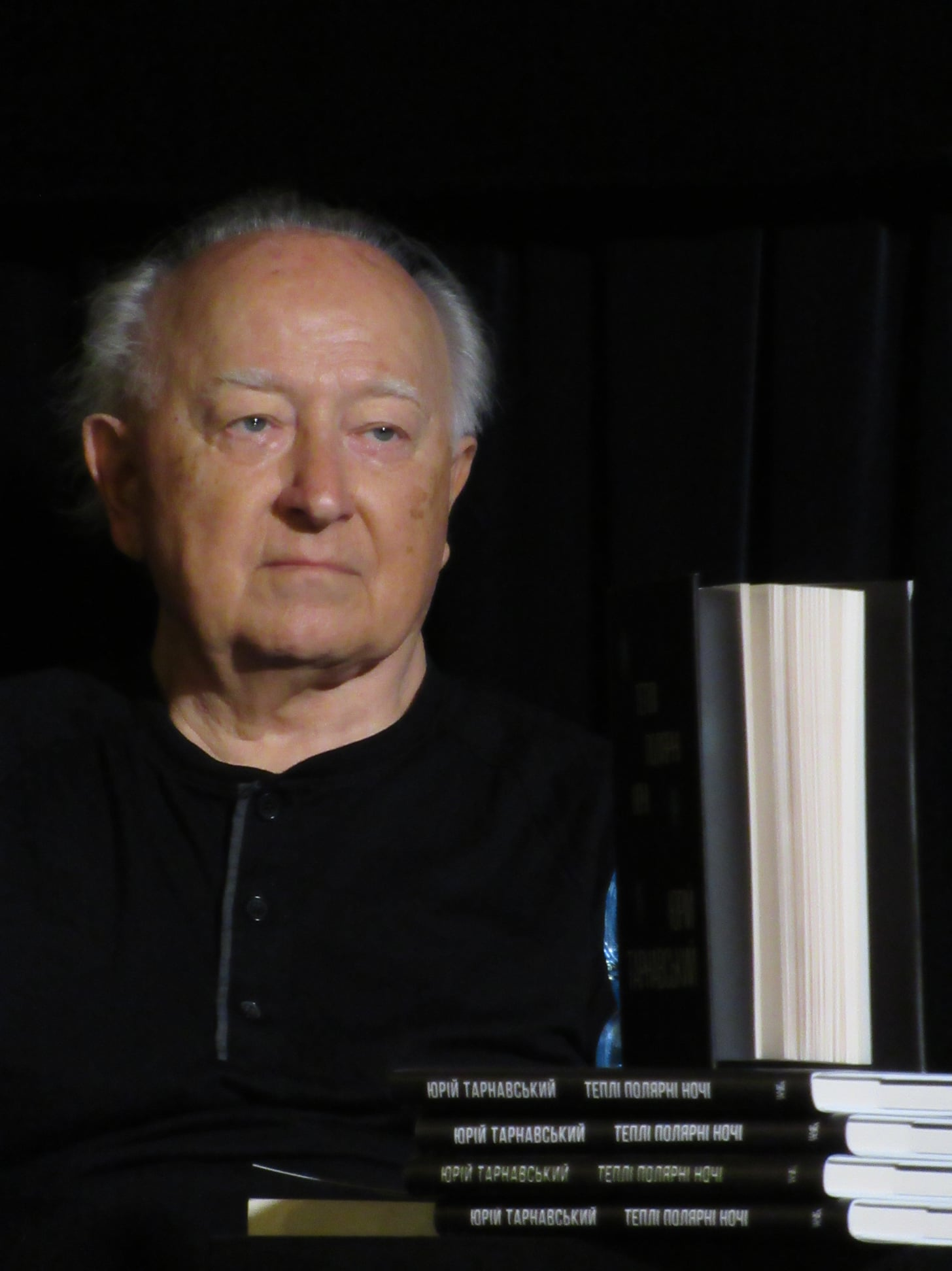
Yuriy Tarnawsky 2019

Von rascher Auffassungsgabe und energiegeladen – 1969–2010 lief er regelmäßig Marathon – führte der junge Tarnawsky Modernismus, Existenzialismus und schließlich Surrealismus in die junge ukrainische Diaspora-Literatur ein. Insbesondere in der ukrainischen Poesie gilt er als einflussreicher Reformator. Rückblickend formulierte Bohdan Rubtschak 2012: Leben in der Stadt […] hatte 1956 eine wichtige, einzigartige epochale Bedeutung und hat sie bis heute nicht verloren. Der Punkt liegt nicht nur in der Revolution der poetischen Sprache, sondern auch in der Tatsache, dass es in der ukrainischen Sprache Gedanken gab, die den Ideen entsprachen, mit denen wir 20-Jährigen mitten im letzten Jahrzehnt lebten und atmeten. Es war eine großartige Entdeckung für uns. Bis dahin waren einige von uns davon überzeugt, dass die ukrainische Sprache nur positive Gedanken, vitalistische, willensstarke Gedanken ausdrücken kann – und deshalb hatten wir eine Art Spaltung: einerseits die Universität, andererseits die Ukrainer. Und so sprach Tarnawsky in der neuen ukrainischen Sprache zu uns über Dinge, die völlig nicht ukrainisch, aber nicht weniger uns eigen sind. Tarnawskys Poesie spiegelt die zunehmend mechanisierte und entmenschlichte Welt.
Mit seiner ersten Sammlung von englisch verfassten Erzählungen Meningitis trat der Autor der avantgardistischen Vereinigung Fiction Collective bei. Als opus magnum Tarnawskys gelten zwei auf Englisch verfasste Prosawerke, die Jahrzehnte später erschienen: Three Blondes and Death (1993) und der 700-seitige Roman The Placebo Effect Trilogy (2013). Seine englisch verfassten Werke erhielten regelmäßig wohlwollende Rezensionen im American Book Review.
Von den Übersetzungsarbeiten Tarnawskys sind zunächst seine Lorca-Übersetzungen ins Ukrainische wichtig, die Ende der 60er Jahre erschienen. Von großer kultureller Bedeutung sind die gemeinsam mit seiner ersten Frau, der ebenfalls sprachbegabten Patricia Kilina, ins Englische übersetzten Dumen – lyrisch-epische Kosakenlieder –, die in der Ukraine unter anderem von Kobsaren wie Taras Kompanitschenko und Jaroslaw Krysko auf Ukrainisch interpretiert werden. Weitere Übersetzungen Tarnawskys ins Englische sind eine Kurzgeschichte des sprachlich schweren Autors Walerij Schewtschuk und Gedichte des Dichters und Politikers Wolodymyr Zybulko.
Tarnawskys Werke wurden in ein gutes Dutzend Sprachen übersetzt, unter anderem ins Deutsche, Englische, Französische, Hebräische, Polnische, Rumänische, Russische, Spanische, Tschechische.
Ende der 90er Jahre wurden sowohl in den USA als auch in der Ukraine mehrere Theaterinszenierungen auf Basis seiner Stücke oder Gedichte verwirklicht.
Schließlich hat der ukrainische Filmregisseur Oleksandr Fraze-Frazenko in zwei Dokumentarfilmen entweder im Zusammenhang der Darstellung der New Yorker Gruppe oder in einem dezidiert ihm selbst gewidmeten Werk Tarnawsky gewürdigt.
Auch Literaturwissenschaftler haben inzwischen mehrfach nicht nur zahlreiche Aufsätze, sondern auch Monographien dem Werk Tarnawskys gewidmet.

## Privatleben
Tarnawsky hat im Laufe seines Lebens dreimal geheiratet:
- Patricia Nell Warren (nom de plume: Patricia Kilina, verheiratet 1957–1973)
- Alison Kmetyk (verheiratet 1979–1993) – mit ihr hat er eine Tochter.
- Karina Zalewska (verheiratet seit 2000)

## Auszeichnungen und Stipendien
- 2008: Jaroslaw-der-Weise-Verdienstorden 3. Klasse
- 2009: Then & Now Awards: The Best Innovative Writing
- 2019: New Jersey Institute of Technologyʾs NCE 100 Hall of Fame.
- 1996: Residenz im Ledig House, New York
- 1998: Residenz im avantgardistischen Experimental-Theater Mabou Mines

## Werk

### Ukrainisch

#### Poesie
- Життя в місті (Leben in der Stadt. New York: Видавництво Об'єднання Українських Письменників Слово, 1956) PDF
- Пополудні в Покіпсі (Abende in Poughkeepsie. London-New York: Видавництво Нью-Йоркської Групи, 1960)
- Ідеалізована біографія (Idealisierte Biographie. München: Сучасність, 1964)
- Спомини (Erinnerungen. München: Сучасність, 1964) PDF
- Без Еспанії (Ohne Spanien. München: Zeitschrift Сучасність, 1968; später selbständig, München: Сучасність: 1969)
- Поезії про ніщо і інші поезії на цю саму тему (Gedichte über nichts und andere Gedichte über dasselbe Thema. London-New York: Видавництво Нью-Йоркської Групи, 1970)
- Ось як я видужую / This is How I Get Well. New York 1978.
  - Oto jak zdrowieje. Lublin 2002.
- Оперене серце: поема (Gefiedertes Herz. München: Zeitschrift Сучасність, 1986)
- Без нічого (Ohne etwas. Kiew: Verlag Дніпро, 1991, ISBN 5-308-01294-6)
- У ра на: поема (Charkiw-New York: Березіль, 1992, ISBN 5-7707-1457-3)
- Їх немає: поезії 1970–1999 (Sie existieren nicht: Gedichte 1970–1999. Kiew: Rodovid, 1999, ISBN 966-95114-2-9)

Deutsche Übersetzungen seiner Gedichte erschienen in verschiedenen Anthologien und Zeitschriften.

#### Prosa
- Шляхи: роман (Wege. Сучасність, Februar–Mai 1961; anschließend separat als Buch München: Сучасність, 1961), Nachdruck unter dem Titel Не знаю, Rodovid Kiew 2000, ISBN 966-7845-00-1
- «Квіти хворому»: статті, критика, розмови (Kurze Schwänze. Lwiw: Піраміда, 2012, ISBN 978-966-441-297-8)

#### Theaterstücke
- Чотири проєкти на український національний прапор: п'єа (Vier Projekte über die ukrainische National-Flagge. München: Zeitschrift Сучасність, 1973)
- Сука-скука / розпука: драматична поема (Gelangweilte Schlampe / Verzweiflung. Kiew: Zeitschrift Світо-Вид, 1996)
- Жіноча анатомія: п'єса (Weibliche Anatomie. Kiew: Zeitschrift Світо-Вид, 1998)
- 6 х 0: драматичні твори: збірка п'єс (6 x 0: dramatische Werke. Kiew: Rodovid, 1998)

#### Übersetzungen
Tarnawsky übersetzte ab den 50er Jahren eine ganze Plejade deutscher, englischer und spanischer kürzerer Prosatexte und Gedichte ins Ukrainische, die vor allem in Almanachen und Literaturzeitschriften erschienen. Ab den 90er Jahren erschienen von ihm selbst ins Ukrainische übersetzten Texte in den Literaturzeitschriften Кур'єрі Кривбасу und Крик.
Besondere Anerkennung fanden seine folgenden Übersetzungen:
- Федеріко Ґарсія Льорка. Як кохався дон Перлімплін з Белісою у саду (Federico García Lorca, Die Liebe von Don Perlimplín und Belisa im Garten), Übersetzung aus dem Spanischen, In: Сучасність 02 (74) 1967, Seite 57–71.
- Семюел Бекет. Остання стрічка Краппа (Samuel Beckett, Krapp’s last Tape), Übersetzung aus dem Englischen (München, Сучасність, 1972).
- Юрій Тарнавський. Короткі хвости. Кавалки, збірка оповідань, автопереклад з англійської Юрія Тарнавського (Kiew: Видавничий Дім Дмитра Бураго, 2006, ISBN 966-8188-65-9)

### Englisch

#### Poesie
- This Is How I Get Well / Ось, як я видужую (Munich. Sučasnist', 1978) PDF
- Modus Tollens/IPDs: Improvised Poetic Devices (Seattle: Jaded Ibis Press, 2013)

#### Prosa
- Meningitis, a work of fiction (New York: Fiction Collective, 1978)
- Three Blondes and Death, a novel (New York: Fiction Collective 2, 1993)
- Like Blood In Water (Tuscaloosa, AL: Fiction Collective 2, 2007)
- Short Tails (Niles, MI: CCM/Geneva, IL: JEF Books, 2011; 2. erg. Aufl. 2012)
- The Placebo Effect Trilogy, bestehend aus 3 Teilen von je 5 miteinander verflochtenen Miniromanen: Blood in Water (revised edition), The Future of Giraffes und View of Delft (Geneva IL: JEF Books, 2013)
- Crocodile Smiles, (Fairfield, CA: Black Scat Books, 2014; 2. erg. Aufl. 2020)
- Claim to Oblivion: selected essays and interviews (DeKalb, IL: JEF Books, 2016)
- Literary Yoga: exercises for those who can write, (Aurora, IL: JEF Books, 2018)
- Warm Arctic Nights: a novel (Aurora, IL: JEF Books, 2019) (das Buch wurde in die Liste der 100 Bücher, die helfen, die Ukraine zu verstehen, aufgenommen[7])
  - Теплі полярні ночі, übersetzt aus dem Englischen von Maksym Nesteljejew (Kiew: Темпора, 2019, ISBN 978-617-569-399-5)
  - Warme arktische Nächte, übersetzt aus dem Englischen von Christian Weise (ibidem, Edition Noëma, Stuttgart 2020, ISBN 978-3-8382-1510-5).
- The Iguanas of Heat: a novel (Aurora, IL: JEF Books, 2019)
- Sebastian in a Dream: a novel (Aurora, IL: JEF Books, 2024)
- The count of Orgaz: a novel (Aurora, IL: JEF Books, 2024)
- Literary Diary 2020–2024. (Aurora, IL: JEF Books, 2024).

#### Übersetzungen
- Vasyl Stefanyk. The News. Translated from the Ukrainian: George Tarnawsky. In: Horizons: Ukrainian student’s review. New York: SUSTA. Vol. IV 1960–1961 No. 1–2 (6–7), Seite 46–48.
- Ukrainian Dumy / Українські думи, translation from the Ukrainian: George Tarnawsky and Patricia Kilina. Toronto: CIUS; Cambridge: HURI, 1979. 222 Seiten. ISBN 978-0-920862-00-1 PDF
- Volodymyr Tsybulko. Angels in a Pyramid / Ангел в піраміді: poems, translation from Ukrainian: George Tarnawsky (Lwiw: Піраміда, 2001, ISBN 978-966-663-004-2)
- Volodymyr Tsybulko. An Eye in the Belfry / Око на дзвіниці: poems, translation from Ukrainian: George Tarnawsky (Kiew: Видавничий Дім Дмитра Бураго, 2005, ISBN 978-966-8188-66-4)

#### Wissenschaftliche Veröffentlichungen
- Knowledge semantics. Diss. New York. Ann Arbor 1982.
  - Знаннєва семантика, Національний Університет "Києво-Могилянська Академія", Kiew 2016.

## Interviews
- Justina Dobush, “It will be wonderful if I no longer have a need to write”: An Interview with Yuriy Tarnawsky June 27 2022
- David Moskovich, An Interview with Yuriy Tarnawsky in: Asymptote
- Volodymyr Bilyk, Interview with Yuriy Tarnawsky, in: ZOUCH magazine (2017)
- T.M. de Vos, The Fourth Хорошо: Interview with Yuriy Tarnawsky, in: Gloom Cupboard (2012)
- A.D.Jameson, An interview with Yuriy Tarnawsky, 1. Teil von verlinkten 3 Interviews, in: Big Other (2011)

(Hinweis:)

## Dokumentarfilme
- 1994 Reise in die Abenddämmerung (Подорож у сутінки). Film von Jurij Myskiv
- 2016 Aquarium im Meer. Geschichte der New Yorker Gruppe (Акваріум в морі. Історія Нью-йоркської групи). Film von Oleksandr Fraze-Frazenko
- 2018 Casi Desnudo. Film von Oleksandr Fraze-Frazenko